# Spritzkarspitze
La Spritzkarspitze est une montagne qui s’élève à 2 606 m d’altitude dans les Karwendel, en Autriche.